# AVRCP
AVRCP (Audio Video Remote Control Profile) ist ein Bluetooth-Profil zur Fernsteuerung von Audio- oder Videogeräten.
Es existieren zwei unterschiedliche Rollen innerhalb dieses Bluetooth-Profils – ein Gerät übernimmt die Rolle des Steuernden und das andere Gerät die Rolle des Gesteuerten. Die Rolle des Steuernden wird mit dem Kürzel AVRCP-CT (Controller) bezeichnet, die des Gesteuerten mit AVRCP-TG (Target, dt. Ziel).
- Steuernde (AVRCP-CT: Audio Video Remote Control Profile Controller)
- Gesteuerte (AVRCP-TG: Audio Video Remote Control Profile Target)

Der CT sendet dabei Befehle an das TG, welches diese ausführt.
Ein CT kann beispielsweise ein Bluetooth-Stereokopfhörer mit Bedientasten sein, der als TG einen MP3-Player steuert. In diesem Zusammenhang wird oft gemeinsam das A2DP-Protokoll eingesetzt, um gleichzeitig Audio-Informationen der Quelle auf den Kopfhörer übertragen zu können.
Apple Macintosh Computer, die unter Mac OS X Leopard laufen, können AVRCP nutzen. Ab Version 4.1 unterstützen iOS-Geräte ebenfalls AVRCP. Android unterstützt ab der Version 4.3 (API-Level 18) AVRCP 1.3. Mit Version 8.0 (API level 26) wurde die Unterstützung für AVRCP 1.4 hinzugefügt.